# Tisentnops
Tisentnops is een geslacht van spinnen uit de familie Caponiidae.

## Soorten
De volgende soorten zijn bij het geslacht ingedeeld:
- Tisentnops leopoldi (Zapfe, 1962)